# Coptomystax atriceps
Coptomystax atriceps är en stekelart som beskrevs av Henry Keith Townes, Jr. 1970. Coptomystax atriceps ingår i släktet Coptomystax och familjen brokparasitsteklar. Inga underarter finns listade i Catalogue of Life.